# Kula Shaker
Kula Shaker je anglická raga rock, britpop, neo-psychedelická a psychedelická rocková skupina, která se proslavila v éře britpopu. V původní sestavě nahrála dvě alba K a Peasants, Pigs and Astronauts.
Skupina se rozpadla v roce 1999 a v roce 2007 se vrátila na scénu s novým albem Strangefolk. V její hudbě je cítit alternativní rock, indie rock, acid rock i folk rock. Skupina hraje směs žánrů, které odkazují na barevnost šedesátých let.

## Členové

### Současní členové
- Crispian Mills - zpěv, kytara
- Alonzo Bevan - basová kytara
- Paul Winterhard - bicí
- Harry Broadbent (2006-) - klávesy

### Bývalí členové
- Jay Darlington (1995-1999) - klávesy

## Diskografie

### Alba
- K 1996
- Peasants, Pigs, and Astronauts 1999
- Strangefolk  2007
- Pilgrim 's Progress  TBA

### EP
- Summer Sun EP 1997
- The Revenge of the King 2006
- Freedom Lovin 'People 2007
- ITunes Festival London EP 2007

### Kompilace
- Kollected - The Best of 2002
- Tattva: The Very Best Of Kula Shaker 2007

### Singly
- "Tattva (Lucky 13 Mix)" 1996
- "Grateful When You'RE Dead" 1996
- "Tattva" 1996
- "Hey Dude" 1996
- "Govinda" 1996
- "Hush" 1997
- "Sound Of Drums" 1998
- "Mystical Machine Gun" 1999
- "Shower Your Love" 1999
- "Second Sight" 2007
- "Out on the Highway" 2007

### Speciality
- "Drink Tea For The Love Of God" 2007